# Aarsleff Rail
Aarsleff Rail A/S er en dansk jernbaneentreprenør og et datterselskab til Per Aarsleff Holding. De udfører opgaver som sporarbejde, kørestrøm, svejsearbejde, letbaner, sporkasse og afvanding, sikring og stærkstrøm, automatiske inspektionssystemer, konstruktioner og jernbanesikkerhed.
Virksomheden har ca. 750 ansatte med hovedkvarter i Aarhus, og de driver virksomhed i Danmark, Norge og Sverige. Deres årsomsætning var i 2023 på ca. 1,75 mia. danske kroner. 
Aarsleff-koncernens banetekniske opgaver blev tidligere udført i regi af Banekonsortiet I/S, et arbejdsfællesskab bestående af virksomhederne Per Aarsleff A/S, Petri & Haugsted og Wicotec Kirkebjerg. I 2009 etablerede Aarsleff-koncernen selskabet Aarsleff Rail A/S, for at skabe en samlet struktur for de banetekniske opgaver.